# كيا كي5
كيا كي5 (بالإنجليزية: Kia K5) المعروفه أيضا بكيا اوبتيما (بالإنجليزية: Kia Optima) هي سيارة سيدان متوسطة الحجم بأربعة أبواب تصنع من شركة الكورية كيا موتورز منذ عام 2000م، الجيل الأول كانت تسَّوق باسم اوبتيما ولكنها تسَّوق أيضا باسم ماجنتيس في أوروبا وكندا، الجيل الثاني أصبح يسمى باسم كي5 أو لوتوز في السوق الكوري واستخدم اسم اوبتيما وماجنتيس في باقي انحاء العالم، والان يستخدم اسم اوبتيما في جميع انحاء العالم عدا كوريا الجنوبية والصين حيث يستخدم اسم كي5. وفي بداية عام 2020 قررت كيا اعتماد تصميم جديد واسم جديد للسيارة.

## الجيل الحالي
أُطلق الجيل الحالي من كيا أوبتيما عام 2011، ومنذ ذلك الحين أصبحت اوبتيما سيارة كيا الأكثر مبيعاً، بمعدل مبيعات سنوي يصل إلى 150 ألف سيارة، وفي طرازها الجديد جاءت كيا اوبتيما 2015 بعدد من التحديثات التي تركّزت في الصادمين الأمامي والخلفي والأضواء مع ثلاثة ألوان جديدة (الفحمي البلاتيني والفضي اللامع والأزرق الدخاني)، كما زُوّدت السيارة بزجاج امامي معزول صوتياً لتخفيض الضجيج الذي يصل إلى داخلية كيا اوبتيما 2015.
عمل فريق التصميم ومقره مدينة (فرانكفورت) الألمانية على إعادة تصميم الواجهة الأمامية والخلفية لسيارة كيا 2015 بينما احتفظت السيارة بالشبك الأمامي المعهود الذي أصبح بمثابة علامة فارقة لسيارات كيا الحديثة، وزوّد الصادم الأمامي يأضواء أمامية وأضواء ضباب من نوع ال إي ديK بينما تم تعزيز الشكل «الديناميكي الهوائي» من خلال مشتت الهواء الخلفي وغطاء الصندوق الخلفي انسيابي التصميم وأضواء ال إي دي الخلفية أيضاً.
وتتواصل التحديثات على داخلية كيا اوبتيما 2015، حيث زوّدت المقصورة الداخلية بالمويد من وسائل الراحة الراقية والمتطورة، ومنها لوحة عدادات ال سي دي TFT قياس 4.3 إنش وشاشة – اختيارية – قياس 8 إنش للتحكم بنظام الماحة، وأعيد تصميم المقاعد لتكون مريحة أكثر.
- كيا أوبتيما ستاندر:

تتمتع نسخة كيا أوبتيما ستاندر 2015 بعجلة قيادة مرنة (باور ستيرنج) مغلفة بالجلد الاصطناعي مع أزرار للتحكم، وزجاج كهربائي ونظام تكييف يدوي مع فتحات تهوية لركاب المقاعد الخلفية، بالإضافة إلى أضواء أمامية أوتوماتيكية ومرايا كهربائية بالإضافة إلى نظام صوتي يشتمل على مشغل سي دي وام بي 3 مع ست سماعات ومنافذ يو اس بي وآي بود وكيس هوائي واحد (1 ايرباج) وجنوط قياس 16 إنش.
- كيا أوبتيما نص فل:

تضيف مواصفات كيا أويتما نصل فل 2015 إلى المواصفات السابقة سقف بانوراما مع فتحة سقف أوتوماتيكية، إلى جانب نظام ABS للمكابح المانعة للانغلاق وجنوط قياس 17 إنش.
- كيا أوبتيما فل كامل:

النسخة كاملة المواصفات كيا أبوتيما فل كامل 2015 فتتمتع أيضاً بنظام الدخول والتشغيل بدون مفتاح ومرايا كهربائية وأضواء أمامية من نوع HID وتزيينات من الكروم على مقابض الأبواب ونظام تكييف اوتوماتيكي وحساسات خلفية للمساعدة على الركن وأضواء داخلية في الأمام، وفرش جلدي فخم ومقعد سائق كهربائي الحركة، وجهاز كمبيوتر لتسجيل معلومات الرحلات وزجاج مظلل، ومشغل سي دي يتسع لـ6 أقراص مع مقاعد مهواة ونظام ملاحة وخاصية بلوتوث و6 وسائد هوائية (6 ايرباج) وجنوط قياس 18 إنش.
أما وسائل الأمان في كيا أوبتيما فل كامل 2015 فتشتمل على 6 وسائد هوائية (6 ايرباج) ونظام التحكم بثبات المركبة ونظام المساعدة على صعود المرتفعات ونظام مساعدة الكبح، حيث توفر كيا وسائل الأمان هذه فقط في نسخة فل كامل من كيا أوبتيما 2015.
- محركات كيا أوبتيما:

احتفظت كيا أوبتيما 2015 بنفس المحركات رباعية الاسطوانات (4 سلندر) من الطراز السابق؛ وهي محرك سعة 2.4 لتر تجد مواصفاته في الأسفل، ومحرك سعة 2 لتر يولد قوة 160 حصان ويتسارع من صفر إلى 100 كم/س في 11 ثانية وصولاً إلى سرعة قصوى تبلغ 202 كم/س.
بينما تقدم بعض الوكالات عدداً من السيارات المزودة بمحركات تيربو (مع شاحن توربيني) بسعة 2 لتر وقوة 274 حصان، ما يتيح لسيارة كيا اوبتيما التسارع من صفر إلى 100 كم/س في 8 ثوان وصولاً إلى سرعة قصوى تبلغ 245 كم/س

## الجيل الأول (2000-2005)
كيا اوبتيما 2000-2005 اعيد إنتاجها من هيونداي سوناتا مع تغير في طفيف في الشكل الخارجي، تتوفر بأربع إسطوانات (2.0 لتر و2.4 لتر) وست إستطوانات (2.5 لتر و2.7 لتر)، توفرت ب4 سرعات بالنسبة للأتوماتيك و5 سرعات بالنسبة لليدوي

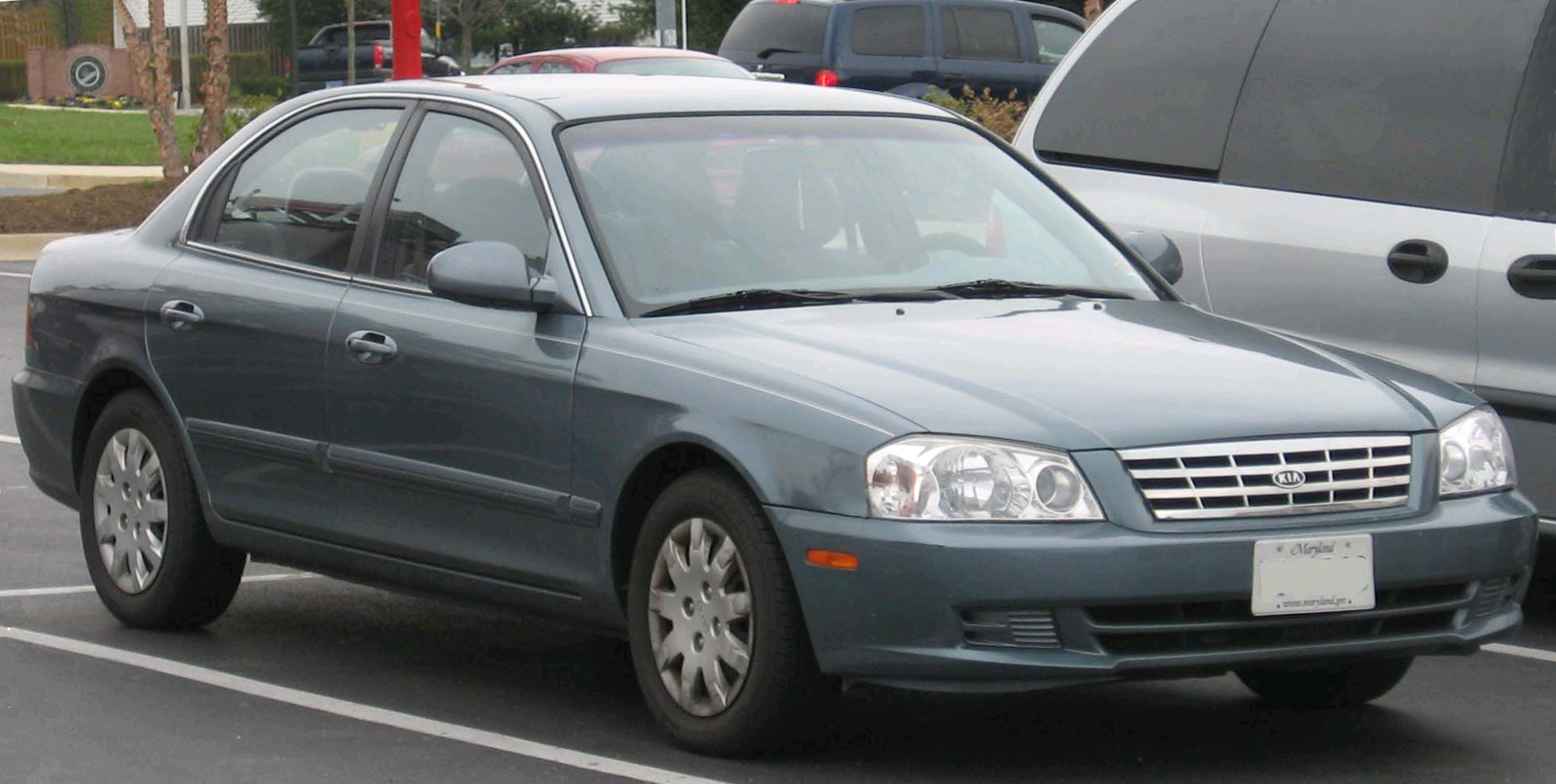
الجيل الأول
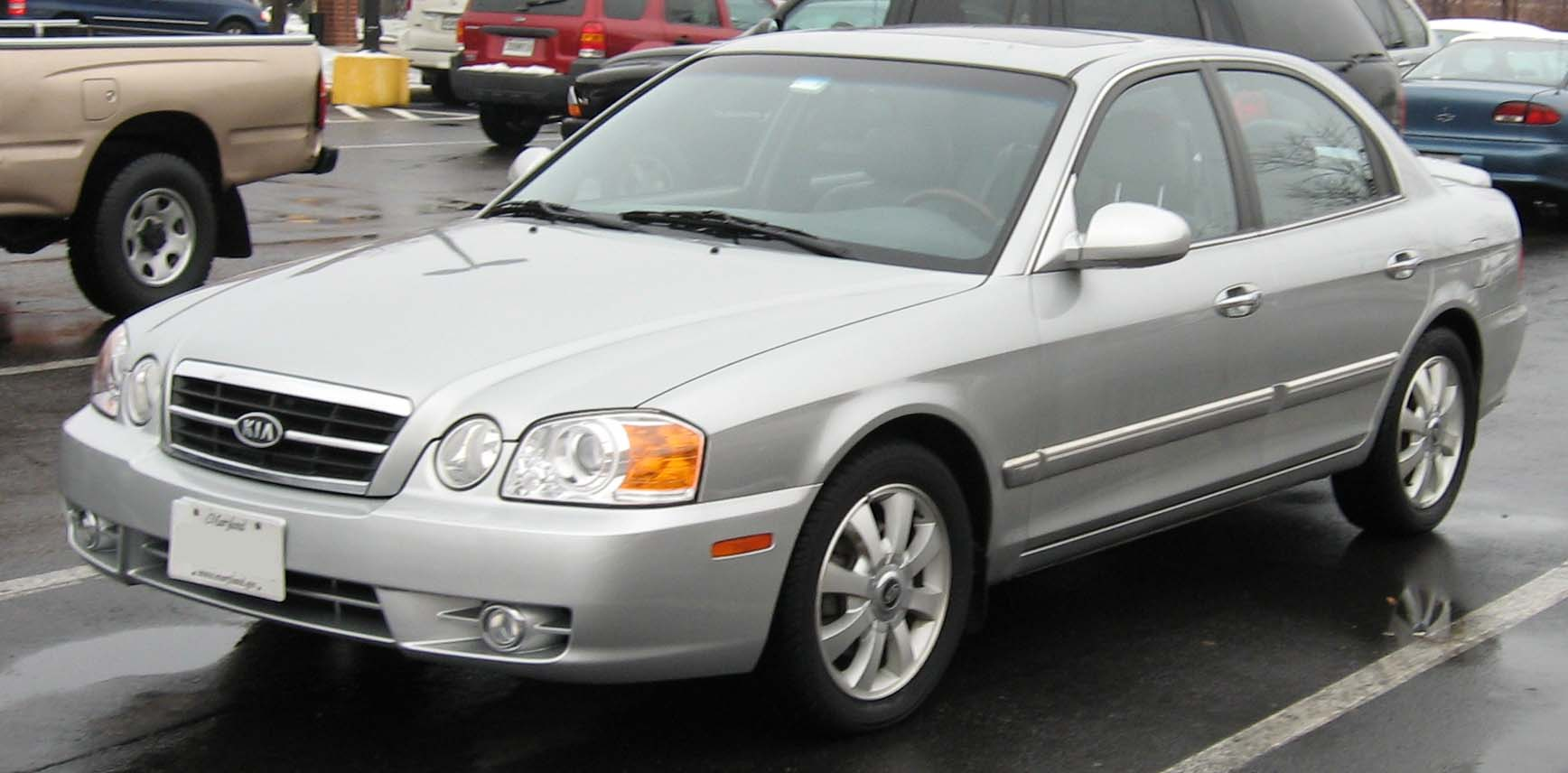
تحديث الجيل الأول

### المبيعات فيالولايات المتحدة
| السنة | المبيعات |
| ----- | -------- |
| 2000  | 97       |
| 2001  | 25,912   |
| 2002  | 26,793   |
| 2003  | 34,681   |
| 2004  | 53,492   |
| 2005  | 41,349   |
| 2006  | 38,408   |

## الجيل الثاني (2005-2010)
الجيل الثاني يسمى باوبتيما وماجنتيس في انحاء العالم عدا السوق الكوري حيث تسمى لوتوز، ادخلت الاسواق الكورية في عام 2005م، الجيل الثاني اختلف أكثر عن هيونداي سوناتا بعد ما كان اختلاف بسيط في الجيل السابق، تتوفر بأربع إسطوانات (2.0 لتر و2.4 لتر) وست إستطوانات (2.7 لتر)، توفرت ب4 سرعات بالنسبة للأتوماتيك و5 سرعات بالنسبة لليدوي و5 سرعات بالنسبة للأوتماتيك في بعض المحركات، حصلت السيارة على تحديثات عام 2008 لتكون طراز 2009

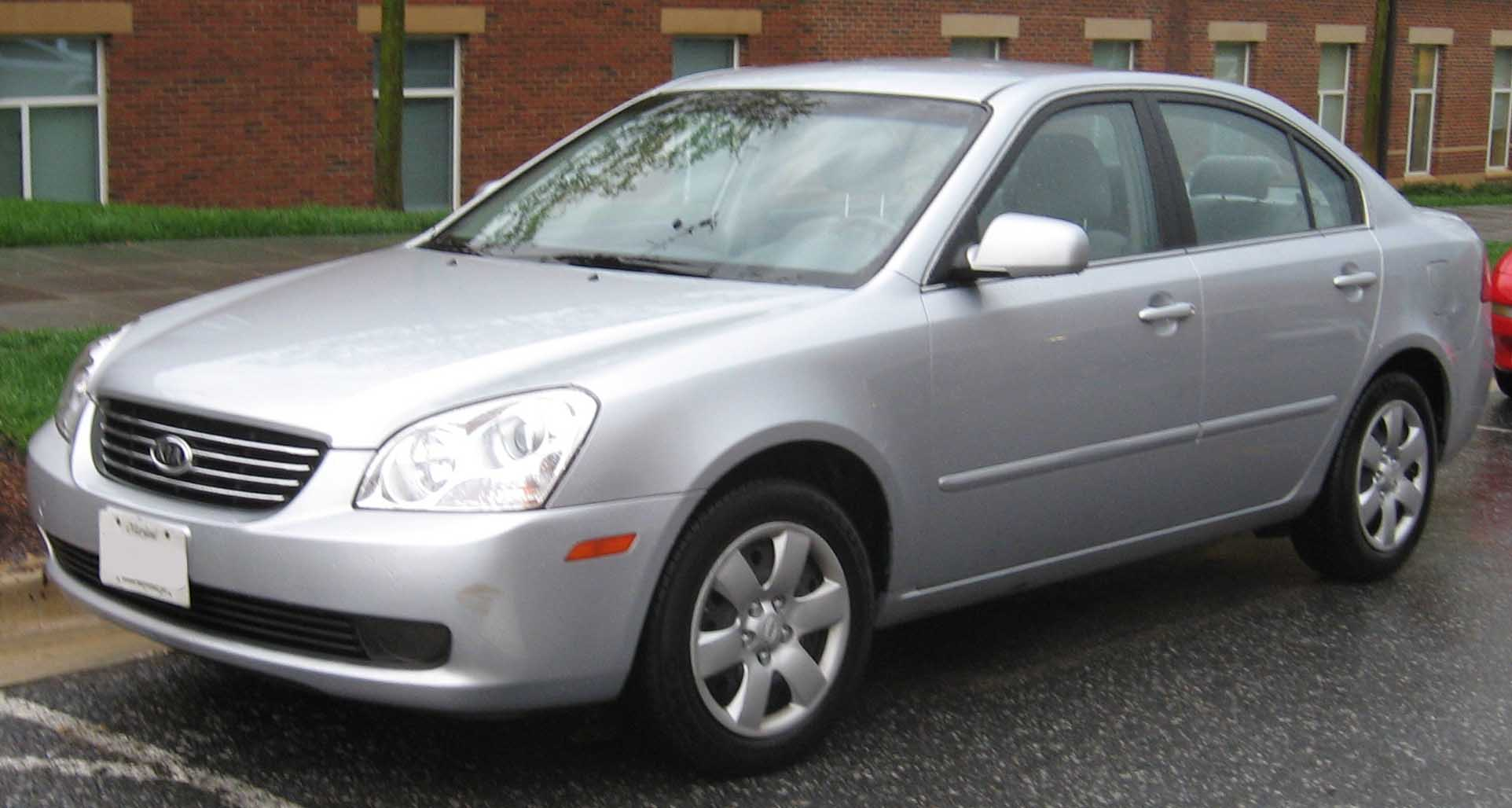
الجيل الثاني
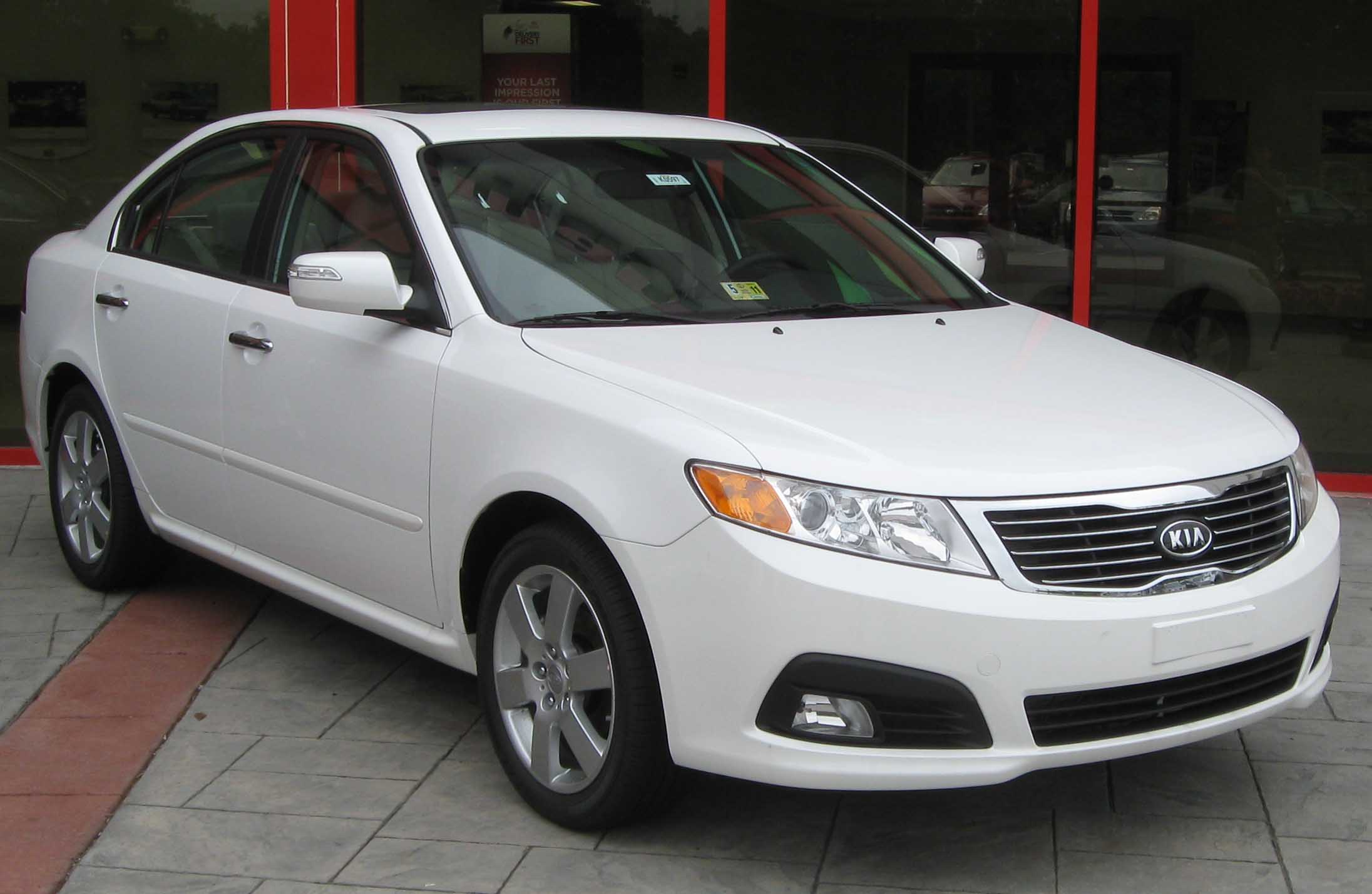
تحديث الجيل الثاني

## الجيل الثالث (2010–2015)
الجيل الثالث تغير بشكل جذري وتسمى كي5 في كوريا وتسمى اوبتيما في باقي انحاء العالم ولم يستخدم اسم ماجنتيس، وتم إلغاء ال6 اسطوانات من السيارة، حيث تتوفر السيارة ب4 اسطوانات (1.7لتر و2.0لتر و2.4 لتر)، وتتوفر ب6 سرعات بالنسبة للأوتوماتيك والعادي، تتطورت الاوبتيما بشكل كبير من حيث السلامة مثل أنظمة ESC وABS وايضاً في المميزات مثل وصلة iPod وتوصيل الهاتف عن طريق Bluetooth ومثبت السرعة وغيرها.

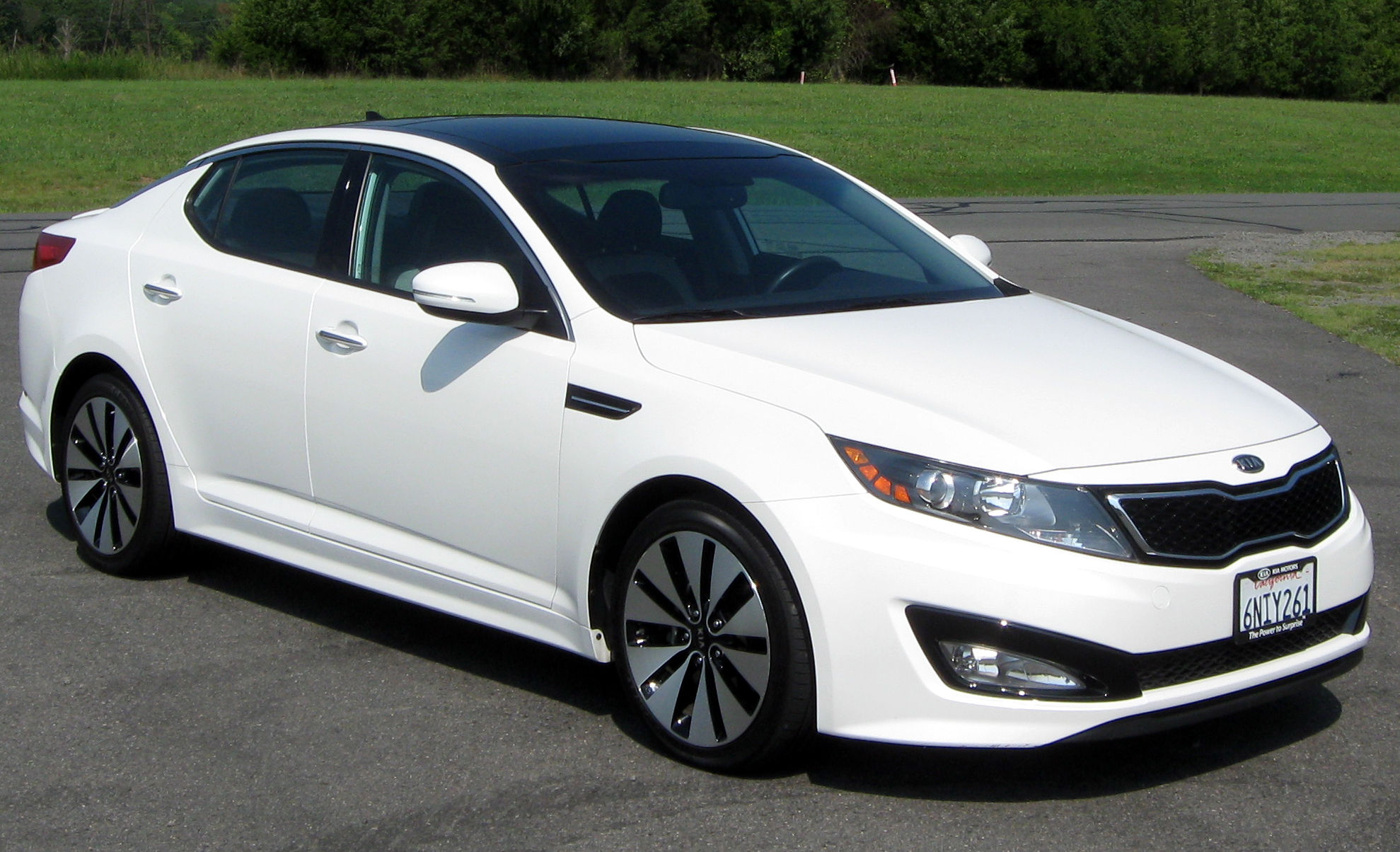
الجيل الثالث

### المحركات المتوفرة
| الطراز     | نوع المحرك                                | القوة                                                                                    | ملاحظة                                            |
| محرك ديزل  | محرك ديزل                                 | محرك ديزل                                                                                | محرك ديزل                                         |
| ---------- | ----------------------------------------- | ---------------------------------------------------------------------------------------- | ------------------------------------------------- |
| 1.7 CRDi   | 1,685 سم3 (102.8 بوصة3) I4 U2             | 136 PS (100 كـو؛ 134 حصان) @ 4000 rpm 33.7 كجم·م (330 ن·م؛ 244 رطلق·قدم) @ 2000-2500 rpm | أوروبا                                            |
| 2.0 CRDi   | 1,991 سم3 (121.5 بوصة3) I4 D4EA           | 125 PS (92 كـو؛ 123 حصان) @ 4000 rpm 29 كجم·م (280 ن·م؛ 210 رطلق·قدم) @ 2000-2500 rpm    | أوروبا                                            |
| محرك بنزين |                                           |                                                                                          |                                                   |
| 2.0 MPI    | 1,998 سم3 (121.9 بوصة3) I4 Theta II       | 165 PS (121 كـو؛ 163 حصان) @ 6200 rpm 20.2 كجم·م (198 ن·م؛ 146 رطلق·قدم) @ 4600 rpm      | أوروبا والشرق الأوسط                              |
| 2.4 MPI    | 2,359 سم3 (144.0 بوصة3) I4 Theta II       | 180 PS (132 كـو؛ 178 حصان) @ 6000 rpm 23.6 كجم·م (231 ن·م؛ 171 رطلق·قدم) @ 4000 rpm      | أوروبا، الشرق الأوسط وجنوب أفريقيا                |
| 2.0L Turbo | 1,998 سم3 (121.9 بوصة3) I4 turbo Theta II | 274 حصان (204 كـو؛ 278 PS) @ 6000 rpm 269 رطلق·قدم (365 ن·م) @ 1750 rpm                  | أمريكا الشمالية                                   |
| 2.4L GDI   | 2,359 سم3 (144.0 بوصة3) I4 Theta II       | 200 حصان (149 كـو؛ 203 PS) @ 6300 rpm 186 رطلق·قدم (252 ن·م) @ 4250 rpm                  | أمريكا الشمالية، استرالياوجنوب أفريقيا (منذ 2013) |

## الجيل الرابع (JF. 2015)
طُرحت سيارة كيا أوبتيما 2016 للبيع في نهاية عام 2015. وهي تشترك في منصة مع هيونداي سوناتا 2015 ، وتقدم تصميمًا جديدًا، مع ميزات وتحسينات جديدة. كما هو الحال مع الجيل السابق من Optima ، تم تصميم الطراز الجديد من قبل رئيس التصميم في كيا، بيتر شراير. تم إصدار K5 الجديد في السوق الكورية الجنوبية في 15 يوليو 2015
بالنسبة للسوق الماليزي، تم إطلاق الجيل الرابع من كيا أوبتيما في مايو 2017 مدعومًا بمحرك البنزين Theta II سعة 2.0 لتر بشاحن توربيني رباعي الأسطوانات مع ناقل حركة أوتوماتيكي بست سرعات.

### سبورتسواجون
في معرض جنيف للسيارات 2016 ، كشفت كيا عن طراز Sportswagon من Optima. صُممت كيا بشكل أساسي للسوق الأوروبية من قبل فريق التصميم الأوروبي في كيا، وتقول إن هذا النموذج يمثل فرصة نمو كبيرة في أوروبا، حيث أن ثلثي جميع الموديلات المباعة في الفئة هي عقارات، وترتفع إلى ثلاثة أرباع عند النظر فقط إلى مبيعات الأسطول. في حالتها، تقول كيا إن العقار يمكن أن يتفوق على نسخة السيدان من ستة إلى واحد.

## الجيل الخامس (DL3 2019)
يشبه التصميم العام للجيل الخامس من Optima تصميم سوناتا، بمظهر يشبه Fastback ، وهو اتجاه بدأ في الأربعينيات. ومع ذلك، فإن التصميم فريد من نوعه، حيث يتميز بأضواء على شكل حرف Z ، وشبكة مزخرفة وشريط كروم يمتد على طول خط النافذة ويصبح أكثر بروزًا في العمود C. تم إعادة تصميم المقصورة الداخلية بشكل كبير أيضًا، مع مجموعة رقمية اختيارية مقاس 12.3 بوصة وشاشة مركزية مقاس 10.3 بوصة، معززة بواسطة Apple CarPlay و Android Auto ونظام صوتي اختياري Bose مزود بـ 12 مكبر صوت.
تحت غطاء المحرك، تعكس المحركات في الغالب محرك سوناتا، لكن أوبتيما تتلقى وحدة شحن توربيني عالية الأداء 2.5 لتر 4 أسطوانات بقوة 286 حصان و 311 رطل * قدم من عزم الدوران. يتوفر نظام الدفع الرباعي حديثًا، مما يميزه عن سوناتا.
اعتمادًا على السوق، تتضمن أنظمة مساعدة السائق المتقدمة (ADAS) نظام المساعدة على تجنب الاصطدام الأمامي (FCA)، وشاشة الرؤية العمياء (BVM) مع نظام مراقبة الرؤية المحيطية (SVM)، ومساعدة تجنب الاصطدام في المنطقة العمياء (BCA)، ونظام ذكي نظام تثبيت السرعة (SCC) أو نظام SCC القائم على الملاحة (NSCC)، ومساعد تتبع المسار (LFA)، وتحذير انتباه السائق (DAW)، ومساعد القيادة على الطريق السريع (HDA).

## المبيعات
| السنة | الولايات المتحدة | كوريا الجنوبية | باقي العالم |
| ----- | ---------------- | -------------- | ----------- |
| 2000  | 97               | 31,505         |             |
| 2001  | 25,912           | 52,892         |             |
| 2002  | 26,793           | 48,032         |             |
| 2003  | 34,681           | 31,817         |             |
| 2004  | 53,492           | 29,956         |             |
| 2005  | 41,349           | 34,657         |             |
| 2006  | 38,408           | 34,704         |             |
| 2007  | 40,901           | 32,711         |             |
| 2008  | 44,904           | 43,958         |             |
| 2009  | 37,527           | 49,054         |             |
| 2010  | 27,382           | 79,491         |             |
| 2011  | 84,590           | 87,452         |             |
| 2012  | 152,399          | 77,952         | 259,551     |
| 2013  | 155,893          | 63,007         |             |
| 2014  | 159,020          | 49,000         | 300,685     |
| 2015  | 159,414          | 58,619         | 308,683     |
| 2016  | 124,203          | 44,636         | 238,281     |
| 2017  | 107,493          | 38,184         |             |
| 2018  | 101,603          | 48,502         |             |
| 2019  | 96,623           | 39,668         |             |

## رياضة السيارات
يعتبر الجيل الثالث من كيا أوبتيما دخولًا رسميًا في تحدي بيريللي العالمي. في يونيو 2012، قاد مايكل جالاتي سيارة Optima التي ترعاها شركة Infinity Audio لتحقيق أول فوز لكيا في الجولة 8 من موسم 2012 في Canadian Tire Motorsport Park في بومانفيل، أونتاريو، كندا، بينما حل زميله مارك ويلكينز في المركز الثاني.
فازت كيا ريسينغ ببطولة مصنعي فئة بيريللي العالمي للتحدي العالمي الكبير للرحلات الرياضية (GTS) لعام 2014 في موسمها الثالث فقط من المنافسة. فازت كيا على منافسيها فورد وشيفروليه وبورش وأستون مارتن ونيسان لتصبح أول شركة تصنيع سيارات كورية تفوز بالبطولة. أنهى Kia Racing الموسم بـ13 منصة تتويج، بما في ذلك 5 سباقات. وفي الوقت نفسه، قادت سيارات السباق Optima المزودة بشاحن توربيني عدد أميال على الحلبة أكثر من أي مصنع آخر في الفصل هذا الموسم.
تزن سيارة السباق 2950 رطلاً (1,340 كجم) ويتم تشغيلها بواسطة محرك رباعي الأسطوانات يولد 368 حصانًا ويستخدم ناقل حركة تتابعي بست سرعات. تصل من 0 إلى 60 ميلاً في الساعة (من 0 إلى 97 كم / ساعة) في 4.7 ثانية وتبلغ سرعتها القصوى 160 ميلاً في الساعة (260 كم / ساعة).